# Maria de Valois
Maria de Valois (francès: Marie de Valois)  (Fontainebleau, 1309 - Nàpols, 23 d'octubre de 1332) era la filla gran de Carles de Valois per la seva tercera esposa Mahaut de Châtillon. Era membre de la Casa de Valois. Un dels seus cinc fills va ser la reina Joana I de Nàpols.

## Orígens familiars
Maria era filla de Carles de Valois i Mahaut de Chatillon. Es va casar amb Carles, duc de Calàbria, el 1323, quan només tenia catorze anys. Carles s'hi va casar després de la mort de la seva primera esposa, Catherine d'Àustria, que havia mort sense tenir fills a Carles. Marie es va guanyar l'agraïment de les dones gentils de Florència quan va persuadir el seu marit perquè els permetés portar el que podien permetre's.
Filla petita del comte Carles I de Valois i la seva tercera esposa Mafalda de Chatillon. Era neta per línia paterna del rei Felip III de França i Elisabet d'Aragó, i per línia materna de Guiu III de Chatillon.

## Núpcies i descendents
Es casà l'11 de gener de 1324 a París amb el duc Carles de Calàbria, fill del rei Robert I de Nàpols i la seva esposa Violant d'Aragó. Del seu matrimoni tingueren:
- la infanta Joana I de Nàpols (1326-1382), reina de Nàpols
- l'infant Carles Martí de Nàpols (1327)
- la infanta Maria de Nàpols (1328-1366), casada el 1343 amb el seu cosí Carles Durazzo i el 1355 amb Felip II de Tarent, emperador titular de Constantinoble

El marit de Marie va morir el 1328 i mai es va tornar a casar. Va morir el 1332 als 22 anys, durant un pelegrinatge a Bari. La van viure la seva mare i dues germanes.